# Tabakovac
Tabakovac (cyr. Табаковац) – wieś w Serbii, w okręgu zajeczarskim, w mieście Zaječar. W 2011 roku liczyła 170 mieszkańców.